# Gisela Kubon-Gilke
Gisela Kubon-Gilke (* 15. August 1956) ist eine deutsche Volkswirtin und Seniorprofessorin für Ökonomie und Sozialpolitik an der Evangelischen Hochschule Darmstadt.

## Leben
Gisela Kubon-Gilke studierte von 1975 bis 1980 Volkswirtschaftslehre an der Georg-August-Universität Göttingen. Sie arbeitete als wissenschaftliche Mitarbeiterin, später wissenschaftliche Assistentin, am Lehrstuhl für Wirtschaftstheorie (Ekkehart Schlicht) der Technischen Universität Darmstadt. Dort wurde sie promoviert und habilitierte sie sich. Nach zwei Vertretungsprofessuren nahm sie 1998 einen Ruf der Evangelischen Hochschule Darmstadt an und lehrt dort als Professorin, seit 1. Oktober 2022 als Seniorprofessorin für Ökonomie und Sozialpolitik.

## Forschungsschwerpunkte
Ihre Forschungsschwerpunkte liegen auf den Gebieten der Theorie der Sozial-, Bildungs- und Arbeitsmarktpolitik sowie auf normativen und institutionellen Grundfragen der Ökonomik. Außerdem liegt ihr Interesse auf neuen Formen der didaktischen Ausbereitung theoretischer Inhalte, u. a. durch eine Kombination aus Roman und Lehrbuch. Gisela Kubon-Gilke ist Ehrenmitglied der Gesellschaft für Gestalttheorie und ihre Anwendungen sowie gewähltes Mitglied der Europäischen Akademie der Wissenschaften und Künste.

## Publikationen (Auswahl)
- Gestalten der Sozialpolitik. Theoretische Grundlagen und Anwendungsbeispiele. Marburg, 2018.
- mit Remi Maier-Rigaud: Utopien und Sozialpolitik. Über die Orientierungsfunktion von Gesellschaftsmodellen. Marburg, 2020.
- mit Juhani Laurinkari: Renaissance der Produktivgesellschaft. Institutionenökonomische und sozialwissenschaftliche Analysen zur Demokratisierung der Wirtschaft in international vergleichender Perspektive. Marburg, 2021.
- mit Claus Gilke: Leopold. Ein institutionenökonomisch lehrreicher Kriminalroman. Marburg, 2021.